# Adrienne Gessner
Adrienne Gessner (23 de julio de 1896 - 23 de junio de 1987) fue una actriz teatral, cinematográfica y televisiva.

## Biografía

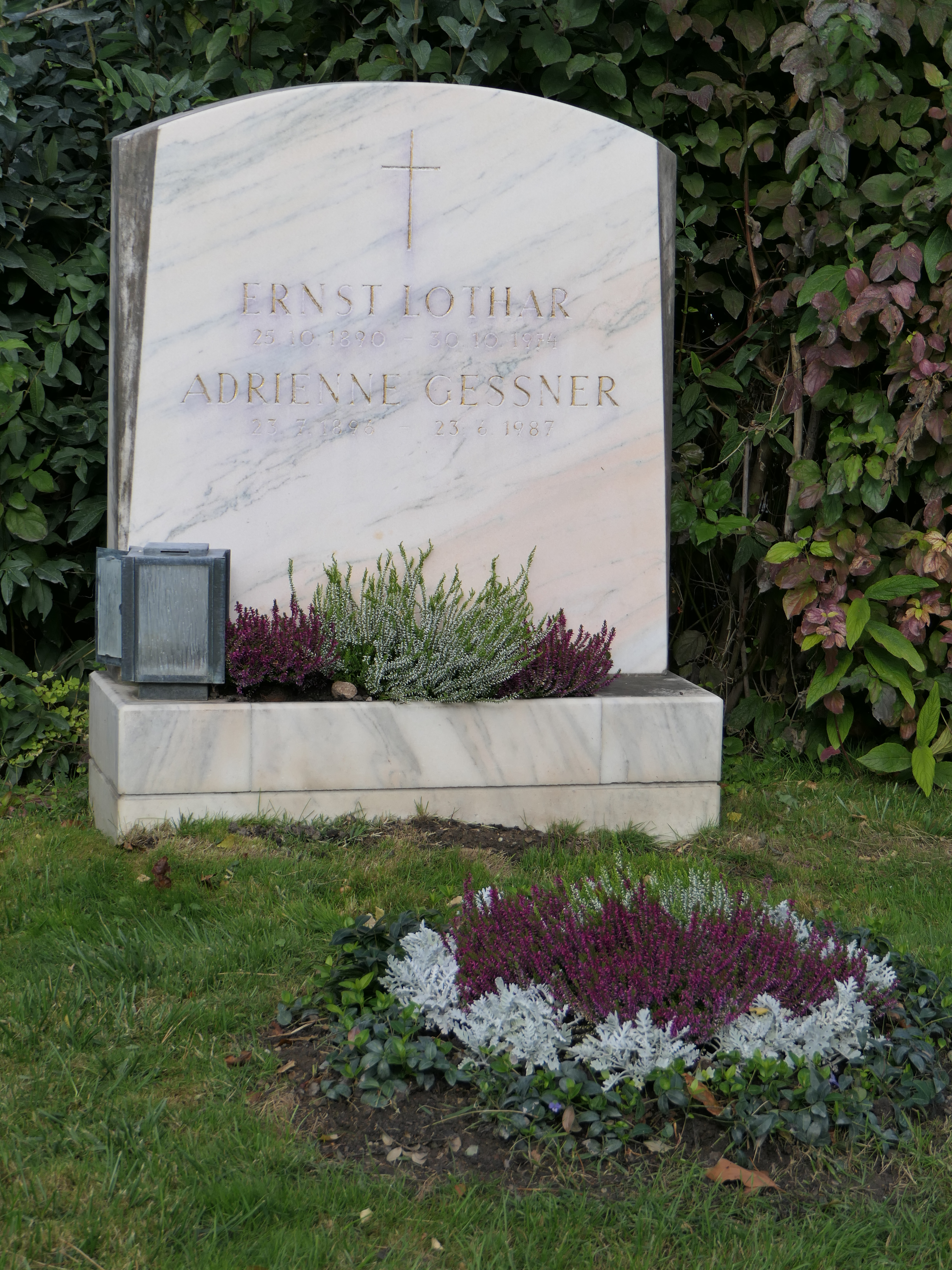
Tumba de Ernst Lothar y Adrienne Gessner

Su verdadero nombre era Adrienne Geiringer, y nació en Maria Schutz, Austria, siendo sus padres el compositor y pedagogo vocal Gustav Geiringer (1856–1945) y la actriz Christine von Bukovics (1867–1937). Cursó estudios de actuación en la Universidad de Música y Arte Dramático de Viena y debutó sobre el escenario en 1916 en el Teatro de Cámara de Múnich con Das Postamt (de Rabindranath Tagore). Posteriormente actuó en Stuttgart y en Viena, así como en el Festival de Salzburgo y en el Ruhrfestspielen de Recklinghausen. Durante la época Nazi, ella emigró con su marido, de origen judío, a los Estados Unidos, donde actuó en el circuito de Broadway de Nueva York junto a Marlon Brando. Más adelante formó parte del elenco del Burgtheater de Viena. 
Además, a partir de 1931 también actuó en el cine. Bajo la dirección de Ernst Marischka actuó en Der Feldherrnhügel (1953), junto a Romy Schneider y Hans Moser aparecía en Die Deutschmeister, y actuó junto a Liselotte Pulver en Ich denke oft an Piroschka.
Adrienne Gessner fue galardonada por su trabajo con el Anillo Max Reinhardt y en 1966 recibió la Medalla de Honor de la Capital Federal de Viena en plata. Estuvo casada con el director y escritor Ernst Lothar. La actriz falleció en Viena en el año 1987. Fue enterrada junto a su esposo en una tumba honoraria del Cementerio central de Viena (Gruppe 32 C, Nummer 37). 

## Filmografía (selección)
- 1931 : Die große Liebe
- 1935 : Katharina die Letzte
- 1948 : Der Engel mit der Posaune
- 1948 : Nach dem Sturm
- 1949 : Vagabunden
- 1951 : Frühlingsstimmen
- 1951 : Der fidele Bauer
- 1952 : Abenteuer in Wien
- 1952 : No Time for Flowers
- 1952 : Ich hab' mich so an Dich gewöhnt
- 1952 : Ich tanze mit Dir in den Himmel hinein
- 1953 : Der Feldherrnhügel
- 1954 : Die Hexe
- 1954 : Der erste Kuß
- 1955 : An der schönen blauen Donau
- 1955 : Ehesanatorium
- 1955 : Zwei Herzen und ein Thron
- 1955 : Ich denke oft an Piroschka
- 1955 : Die Deutschmeister
- 1956 : Kronprinz Rudolfs letzte Liebe
- 1956 : Rosmarie kommt aus Wildwest
- 1956 : Das Liebesleben des schönen Franz
- 1956 : Die goldene Brücke
- 1956 : Salzburger Geschichten
- 1957 : Familie Schimek
- 1957 : Einen Jux will er sich machen
- 1957 : Die liebe Familie
- 1958 : Jedermann (telefilm)
- 1958 : Meine schöne Mama
- 1958 : Die Trapp-Familie in Amerika
- 1958 : Auferstehung
- 1959 : Herrn Josefs letzte Liebe
- 1960 : Das weite Land (telefilm)
- 1960 : Ich heirate Herrn Direktor
- 1960 : A Breath of Scandal
- 1961 : Die Abenteuer des Grafen Bobby
- 1961 : Das Riesenrad
- 1962 : Waldrausch
- 1962 : Bekenntnisse eines möblierten Herrn
- 1963 : Der Musterknabe
- 1964 : Der Verschwender
- 1969 : Schwester Bonaventura (telefilm)
- 1971 : Liliom (telefilm)
- 1972 : Hochzeit (telefilm)
- 1979 : Geschichten aus dem Wiener Wald
- 1980 : Tatort (serie TV), episodio Mord auf Raten